# L'Enfant d'éléphant (Brecht)
Ne doit pas être confondu avec L'Enfant d'éléphant (Kipling).
L'Enfant d'éléphant (titre original allemand : Das Elefantenkalb), sous-titrée oder die Beweisbarkeit jeglicher Behauptung  (« ou La preuve de toute contestation »), est une farce en prose surréaliste en un acte écrite par le dramaturge moderniste allemand Bertolt Brecht. 

## Histoire
La pièce était à l'origine l'avant-dernière scène de la pièce de théâtre intégral de Brecht, Homme pour homme, mais en 1926, Brecht l'a séparée en un appendice du texte. Elle est jouée dans le cadre de Homme pour homme la même année. C'est une forme d'intermède de pièce dans une pièce et dans une note ultérieure, Brecht suggère qu'elle doit « être jouée dans le foyer ». 